# Cascade Grand-Galet
Cascade Grand-Galet (auch Cascade Langevin) ist ein Wasserfall auf der im Indischen Ozean liegenden französischen Insel Réunion.

## Beschreibung
Der Wasserfall des Flusses Langevin befindet sich in der Gemeinde Saint-Joseph. Er liegt im Süden der Insel nahe dem Nationalpark von Réunion.